# Marija Artjomowna Jakowlewa
Marija Artjomowna Jakowlewa (russisch Мария Артёмовна Яковлева, englisch Mariia Iakovleva, wiss. Transliteration Marija Artëmovna Jakovleva; * 7. Juni 1999 in Sankt Petersburg) ist eine russische Skispringerin.

## Werdegang
Marija Jakowlewa begann ihre Karriere, indem sie gleich bei ihrem ersten Wettbewerbsstart am 15. und 16. Februar 2014 in Lahti im Continental Cup debütierte und dort die Plätze 16 und 14 belegte. Daraufhin nahm sie am 12. und 13. Juli in Villach zum ersten Mal an zwei Wettbewerben des FIS Cups teil, bei denen sie die Plätze 38 und 23 belegte.
Am 11. Januar 2015 erfolgte schließlich in Sapporo Jakowlewas Debüt im Weltcup; hier erreichte sie Platz 40. Ende Januar 2015 wurde sie beim Europäischen Olympischen Winter-Jugendfestival 2015 in Tschagguns im Einzelwettbewerb Fünfte und gewann im Mixed-Teamwettbewerb zusammen mit Maxim Sergejew, Sofja Tichonowa und Kirill Kotik die Silbermedaille. Wenig später gewann Jakowlewa Anfang Februar 2015 bei den Junioren-Skiweltmeisterschaften 2015 in Almaty im Mannschaftswettbewerb zusammen mit Darja Gruschina, Alexandra Kustowa und Sofja Tichonowa ebenfalls Silber und erreichte zudem im Einzelwettbewerb den neunten Platz.
Am 5. und 6. September 2015 startete Jakowlewa in Tschaikowski zum ersten Mal im Sommer-Grand-Prix und erreichte hier die Plätze 24 und 28.
Bei den Junioren-Skiweltmeisterschaften 2017 in Park City, Utah belegte Jakowlewa im Mannschaftswettbewerb zusammen mit Alexandra Kustowa, Xenija Kablukowa und Sofja Tichonowa den siebten Platz.
Im August 2017 erreichte sie mit einem fünften Platz in Oberwiesenthal ihre bis dahin beste Platzierung im Continental Cup. Diese konnte sie am 15. Dezember 2017 mit dem zweiten Platz auf dem Tveitanbakken im norwegischen Notodden noch einmal toppen. Bei den Junioren-Skiweltmeisterschaften 2019 im finnischen Lahti wurde sie mit ihren Teamkameradinnen Alexandra Baranzewa, Lidija Jakowlewa und Anna Schpynjowa Mannschaftsweltmeisterin, während es im Einzel lediglich zu Platz 21 reichte.
Bei den russischen Meisterschaften im Skispringen 2020 in Nischni Tagil wurde Jakowlewa russische Meisterin mit dem Team. Darüber hinaus gewann sie auf nationaler Ebene die Gesamtwertung des zehn Wettbewerbe umfassenden Russland-Cups 2019/20 in der Nordischen Kombination.

## Erfolge

### Continental-Cup-Siege im Einzel
| Nr. | Datum         | Ort    | Typ           |
| --- | ------------- | ------ | ------------- |
| 1.  | 17. Juli 2021 | Kuopio | Normalschanze |

## Statistik

### Grand-Prix-Platzierungen
| Saison | Platz | Punkte |
| ------ | ----- | ------ |
| 2015   | 30.   | 22     |
| 2017   | 49.   | 01     |
| 2018   | 50.   | 03     |

### Continental-Cup-Platzierungen
| Saison  | Sommer | Sommer | Winter | Winter | Gesamt | Gesamt |
| Saison  | Platz  | Punkte | Platz  | Punkte | Platz  | Punkte |
| ------- | ------ | ------ | ------ | ------ | ------ | ------ |
| 2013/14 | –      | –      | 032.   | 033    | 0??    | 033    |
| 2014/15 | –      | –      | 039.   | 016    | 048.   | 016    |
| 2015/16 | 026.   | 029    | –      | –      | 038.   | 029    |
| 2016/17 | –      | –      | 024.   | 013    | 049.   | 013    |
| 2017/18 | 007.   | 131    | 006.   | 208    | 005.   | 339    |
| 2018/19 | 011.   | 048    | 024.   | 058    | 024.   | 106    |
| 2021/22 | –      | –      | –      | –      | 015.   | 212    |

## Familie
Marija Jakowlewa hat eine jüngere Schwester, Lidija (* 2001), die ebenfalls Skispringerin ist.